# اسوتوسلاو دیکوف
اسوتوسلاو دیکوف (بلغاری: Светослав Диков؛ زادهٔ ۱۸ آوریل ۱۹۹۲) بازیکن فوتبال اهل بلغارستان است.